# Verbandsgemeinde Römerberg-Dudenhofen
La comunità amministrativa Römerberg-Dudenhofen (Verbandsgemeinde Römerberg-Dudenhofen) si trova nel circondario del Reno-Palatinato nella Renania-Palatinato, in Germania.
La comunità amministrativa, che comprende 4 comuni, è stata costituita il 1º luglio del 2014 dall'unione della comunità amministrativa di Dudenhofen con il comune di Römerberg.

## Comuni
Fanno parte della comunità amministrativa i seguenti comuni:
| Comune, città                         | Sup. (km²) | Abitanti |
| ------------------------------------- | ---------- | -------- |
| Dudenhofen                            | 12,95      | 6 029    |
| Hanhofen                              | 5,80       | 2 612    |
| Harthausen                            | 8,37       | 3 175    |
| Römerberg                             | 27,86      | 9 865    |
| Verbandsgemeinde Römerberg-Dudenhofen | 54,99      | 21 681   |

(Abitanti al 31 dicembre 2021)